# Andrej Porázik
Andrej Porázik (Bratislava, 27 giugno 1977) è un ex calciatore slovacco, di ruolo attaccante.

## Carriera

### Nazionale
Nel 2000 ha partecipato, insieme alla selezione slovacca, ai Giochi della XXVII Olimpiade di Sydney.

## Palmarès

### Club

#### Competizioni nazionali
- Campionato slovacco: 1

Žilina: 2006-2007
- Supercoppa di Slovacchia: 1

Žilina: 2007